# Wulkany Kamczatki
Wulkany Kamczatki – lista wulkanów leżących na Kamczatce we wschodniej Rosji.

## Wulkanizm na Kamczatce
Kamczatka jest jednym z obszarów należących do „Pacyficznego Pierścienia Ognia” . Półwysep charakteryzuje się wysoką aktywnością wulkaniczną związaną z subdukcyją płyty pacyficznej postępującej w tempie 9–10 cm na rok .
Znajduje się tu ok. 30 czynnych wulkanów oraz setki kominów, które tworzą 700-kilometrowy pas z północy na południe . Wulkany tradycyjnie łączy się w trzy grupy: depresji centralnej Kamczatki, pasma Gór Środkowych oraz wschodniego pasa wulkanicznego, który obejmuje wschodnią Kamczatkę, dorzecze rzeki Awaczy i południową Kamczatkę .
Kamczatka charakteryzuje się największą na świecie liczbą erupcji tworzących kopuły wulkaniczne. Znajduje się tu najwięcej na świecie stratowulkanów – 44 – przede wszystkim w Górach Środkowych po zachodniej stronie półwyspu.
Wulkany monitorowane są regularnie od 1935 roku. Wówczas w Pietropawłowsku Kamczackim powstała stacja wulkanologiczna, która z czasem została przekształcona w Instytut Wulkanologii. Instytut był największą tego typu placówką na świecie, a w 1991 roku został podzielony na Instytut Wulkanologii i Instytut Geologii Wulkanicznej i Geofizyki.
W 1996 roku pięć obszarów wulkanicznych Kamczatki zostało wpisanych na listę światowego dziedzictwa kulturowego UNESCO pod nazwą „Wulkany Kamczatki”: Kronocki Rezerwat Biosfery, rezerwat przyrody „Jużno-Kamczatskij”, park przyrody „Bystrinskij” (z wulkanami Górach Środkowych, m.in. Iczyńską Sopką ), park przyrody „Nałyczewo” (z wulkanami: Dziendzur, Żupanowskaja Sopka, Awaczyńska Sopka i Koriacka Sopka ) oraz park przyrody „Jużno-Kamczatskij” (z wulkanami: Wiluczinskaja Sopka, Mutnowskij, Asacza, Chodutka, Ksudacz, Żełtowskaja Sopka i Iljinskaja Sopka ). W 2001 roku wpis rozszerzono o park przyrody „Kljuczewskoj” (z wulkanami: Kluczewska Sopka i Tołbaczik ). Aby lepiej zarządzać obiektami światowego dziedzictwa UNESCO w 2010 roku w miejsce czterech parków przyrody utworzono jeden park przyrody „Wulkany Kamczatki” .
W 2008 roku Centralny Bank Federacji Rosyjskiej wybił trzy monety okolicznościowe z wulkanami Kamczatki w serii upamiętniającej rosyjskie obiekty liście światowego dziedzictwa kulturowego UNESCO.

## Wulkany Kamczatki
Poniższa tabela przedstawia listę wulkanów Kamczatki według listy zamieszczonej u Sieberta (2011):
Nazwa – polska nazwa (w przypadku braku egzonimu ustalonego przez Komisję Standaryzacji Nazw Geograficznych poza Granicami Rzeczypospolitej Polskiej podana jest transkrypcja z języka rosyjskiego) wraz z nazwą rosyjską;
Typ – typ wulkanu;
Położenie – współrzędne geograficzne;
 Wysokość – wysokość w m n.p.m. (w przypadku wulkanów aktywnych może się zmieniać);
Aktywność – data ostatniej erupcji dla wulkanów aktywnych;
Opis – krótki opis.
| Lp.  | Zdjęcie | Nazwa                                                     | Typ                | Położenie                                   | Wysokość     | Aktywność                        | Opis |
| ---- | ------- | --------------------------------------------------------- | ------------------ | ------------------------------------------- | ------------ | -------------------------------- | --- |
| 1.   |         | Wulkan Maszkowcewa Вулкан Машковцева                      | Stratowulkan       | 51°06′00″N 156°43′12″E/51,100000 156,720000 | 503          | Nieaktywny                       | Najbardziej wysunięty na południe wulkan Kamczatki, powstały w holocenie, tworzy niewielki półwysep wcinający się w Morze Ochockie. Stratowulkan zbudowany z bazaltu. |
| 2.   |         | Kambalnyj Камбальный                                      | Stratowulkan       | 51°18′00″N 156°52′12″E/51,300000 156,870000 | 2156         | 24 marca 2017 – 11 kwietnia 2017 | Stratowulkan na południowym krańcu Kamczatki. 24 marca 2017, po długim okresie uśpienia, miała miejsce erupcja, po której jego aktywność obniżyła się. Brak jest dokładnych danych dotyczących poprzednich erupcji, przypuszczalnie do wybuchu doszło w roku 1350. |
| 3.   |         | Wulkan Koszelewa Вулкан Кошелева                          | Stratowulkan       | 51°21′25″N 156°45′00″E/51,357000 156,750000 | 1812         | 1690                             | Wulkan złożony z kilku stratowulkanów, z najwyższym, środkowym stożkiem o wysokości 1812 m n.p.m., położony na południu Kamczatki. Uformowany w plejstocenie i holocenie, zbudowany z bazaltu i andezytu. |
| 4.   |         | Jawinskij Явинский                                        | Stratowulkan       | 51°34′12″N 156°36′00″E/51,570000 156,600000 | 705          | 4050 p.n.e.                      | Stratowulkan powstały w plejstocenie i zbudowany z bazaltu, tworzy grzbiet wzdłuż południowo-zachodniego wybrzeża Kamczatki. Około 6000 tys. lat temu po stronie północno-zachodniej powstał stożek Ucho. |
| 5.   |         | Dikij chriebiet Dikij griebień Дикий Хребет Дикий гребень | Kopuły wulkaniczne | 51°27′00″N 156°58′12″E/51,450000 156,970000 | 1070         | 350                              | Stratowulkan na południu Kamczatki, na zachód od Jeziora Kurylskiego. Powstały w późnym holocenie, z kopułą wulkaniczną (ros. Неприятная) pośrodku kaldery Paużetki (ros. Паужетка). Zbudowany z dacytu, andezytu i ryolitu. |
| 6.   |         | Jezioro Kurylskie Курильское озеро                        | Kaldera            | 51°27′00″N 157°07′12″E/51,450000 157,120000 | 81           | 6440 p.n.e.                      | Jezioro Kurylskie leży we wschodniej części wielkiej kaldery Paużetki (ros. Паужетка) uznawanej za osobny system wulkaniczny. Kaldera jeziora (8 × 14 km) uformowała się w dwóch fazach w okresie późnego plejstocenu i wczesnego holocenu. Pośrodku jeziora znajduje się skała (ros. Сердце Алаида, dosł. „Serce Alaida”) wyrastająca z dna kaldery na 300 m – ryolityczna kopuła wulkaniczna.                                                                                          |
| 7.   |         | Iljinskaja Sopka Ильинская Сопка                          | Stratowulkan       | 51°29′24″N 157°12′00″E/51,490000 157,200000 | 1578         | 1901                             | Wulkan stożkowy na północno-wschodnim brzegu Jeziora Kurylskiego, zbudowany z dacytu, andezytu i ryolitu. |
| 8.   |         | Żełtowskaja Sopka Желтовская Сопка                        | Stratowulkan       | 51°34′12″N 157°19′23″E/51,570000 157,323000 | 1953         | 1923                             | Stratowulkan na południu Kamczatki, utworzony na przestrzenie 8 tys. lat w kalderze wcinającej się we wzniesieniu plejstoceńskim. |
| 9.   |         | Kiellja Келля                                             | Stratowulkany      | 51°39′00″N 157°21′00″E/51,650000 157,350000 | 900          | Wygasły                          | Stratowulkan na południu Kamczatki, złożony z trzech kalder, utworzony w holocenie w kalderze Pizrak, zbudowany z bazaltu, sąsiaduje bezpośrednio z Żeltowskają Sopką. |
| 10.  |         | Bielenkaja Беленькая                                      | Stratowulkan       | 51°45′00″N 157°16′12″E/51,750000 157,270000 | 892          | Nieznana                         | Stratowulkan na południu Kamczatki, na południowy zachód od wulkanu Ksudacz (ros. Ксудач) i na północny zachód od wulkanu Kelja. Powstał w holocenie, zbudowany z bazaltu. |
| 11.  |         | Ksudacz Ксудач                                            | Stratowulkan       | 51°48′00″N 157°31′48″E/51,800000 157,530000 | 1079         | 1907                             | Ogromny stratowulkan na południu Kamczatki, zbudowany z naprzemiennych warstw bazaltowo–andezytywej lawy i dacytowego materiału piroklastycznego, z systemem pięciu kalder z dwoma jeziorami na wschodzie i stożkiem Sztjubel w części północnej. |
| 12.  |         | Ozernoj Озерной                                           | Wulkan tarczowy    | 51°52′48″N 157°22′48″E/51,880000 157,380000 | 562          | Nieznana                         | Wulkan tarczowy w środkowej części południowej Kamczatki sąsiadujący z Ksudaczem, powstał we wczesnym holocenie, zbudowany z bazaltu. |
| 13.  |         | Olkowij Ольковий                                          | Pole wulkaniczne   | 52°01′12″N 157°31′48″E/52,020000 157,530000 | 681          | Nieznana                         | Nagromadzenie wielu bazaltowych stożków i zastygłych strumieni lawy na północ od Ksudacza i na południowy zachód od wulkanu Chodutka. |
| 14.  |         | Chodutka Ходутка                                          | Stratowulkany      | 52°03′47″N 157°42′11″E/52,063000 157,703000 | 2090         | 300 p.n.e.                       | Stratowulkan w zachodniej części południowej Kamczatki, uformowany w okresie od późnego plejstocenu do wczesnego holocenu, zbudowany z andezytu, ryolitu i dacytu. Około 2800 lat temu, w wyniku potężnej erupcji na północnym zachodzie powstał maar. |
| 15.  |         | Piratkowskij Пиратковский                                 | Stratowulkan       | 52°06′47″N 157°50′56″E/52,113000 157,849000 | 1322         | Nieznana                         | Stratowulkan z niewielką kalderą w południowej Kamczatce, na północny wschód od wulkanu Chodutka, uformowany w okresie od środkowego plejstocenu do holocenu. |
| 16.  |         | Ostaniec Останец                                          | Wulkan tarczowy    | 52°08′46″N 157°19′19″E/52,146000 157,322000 | 719          | Nieznana                         | Wulkan tarczowy w południowej Kamczatce, na południe od plejstoceńskiego wulkanu Sawan, uformowany w holocenie, zbudowany z bazaltu. |
| 17.  |         | Otdielnyj Отдельный                                       | Wulkan tarczowy    | 52°13′12″N 157°25′41″E/52,220000 157,428000 | 791          | Nieznana                         | Wulkan tarczowy w południowej Kamczatce, na wschód od rzeki Sawan, uformowany we wczesnym holocenie, zbudowany z bazaltu. |
| 18.  |         | Gołaja Голая                                              | Stratowulkan       | 52°15′47″N 157°47′13″E/52,263000 157,787000 | 858          | Nieznana                         | Stratowulkan w południowej Kamczatce, na południe od wulkanu Azacza, uformowany w okresie od plejstocenu do holocenu, zbudowany z bazaltu. |
| 19.  |         | Asacza Асача                                              | Wulkan złożony     | 52°21′18″N 157°49′37″E/52,355000 157,827000 | 1910         | Nieznana                         | Grupa wulkanów z okresu plejstocenu i holocenu położona wzdłuż zachodnio-południowego bloku wulkanu Mutnowskij. Starszy geologicznie stratowulkan Asacza, stratowulkan Żełtyj, młodszy geologicznie stratowulkan Asacza oraz stożek Tumanow pochodzą z plejstocenu. W 1983 roku w rejonie Żełtyja miało miejsce trzęsienie ziemi. |
| 20.  |         | Wysokij Высокий                                           | Stratowulkan       | 52°25′48″N 157°55′48″E/52,430000 157,930000 | 1234         | Nieznana                         | Holoceński stratowulkan pomiędzy wulkanami Asacza i Mutnowskij, zbudowany z bazaltu. |
| 21.  |         | Mutnowskij Мутновский                                     | Wulkan złożony     | 52°27′11″N 158°11′42″E/52,453000 158,195000 | 2322         | 2000                             | Jeden z najbardziej aktywnych wulkanów południowej Kamczatki, złożony z czterech stratowulkanów o budowie bazaltowej. Charakteryzuje się erupcjami eksplozywnymi, lawa płynęła jedynie podczas wybuchu w 1904 roku. |
| 22.  |         | Goriełyj Горелый                                          | Kaldera            | 52°33′29″N 158°01′48″E/52,558000 158,030000 | 1829         | 2010                             | Wulkan złożony z pięciu mniejszych, nachodzących na siebie stratowulkanów w wielkiej kalderze (9 × 13,5 km) powstałej 38–40 tys. lat temu. Kompleks, przecięty trzema szczelinami, obejmuje 11 szczytów i 30 kalder bocznych, kilka z których wypełniają jeziora ze słodką lub kwaśną wodą. |
| 23.  |         | Opała Опала                                               | Kaldera            | 52°32′35″N 157°20′06″E/52,543000 157,335000 | 2475         | 1776                             | Stratowulkan uformowany w okresie od późnego plejstocenu do holocenu na północnym krańcu kaldery (12 × 14 km) sprzed 40 tys. lat. Ostatnia erupcja miała miejsce ok. 1776 roku – wulkan drzemiący. |
| 24.  |         | bez nazwy                                                 | Stożek żużlowy     | 52°34′12″N 157°01′12″E/52,570000 157,020000 | 610          | Nieznana                         | |
| 25.  |         | Tolmaczow Dol Толмачёв Дол                                | Stożki żużlowe     | 52°37′48″N 157°34′48″E/52,630000 157,580000 | 1021         | 300                              | Szeroki płaskowyż wulkaniczny na północny wschód od wulkanu Opała, pokryty strumieniami lawy i usłany licznymi stożkami żużlowymi. W połowie odległości pomiędzy wulkanami Opała a Goriełyj, w głębokiej depresji, znajduje się jezioro Tolmaczew. Na jego południowo-wschodnim brzegu stoi stratowulkan Tolmaczow. Około 4600 lat temu, w północnej części płaskowyżu miała miejsce większa erupcja eksplozywna, w wyniku której doszło do wyrzucenia 1 km³ materiału piroklastycznego. |
| 26.  |         | Wiluczinskaja Sopka Вилючинская Сопка Вилю́чинский         | Stratowulkan       | 52°42′00″N 158°16′48″E/52,700000 158,280000 | 2173         | 8050 p.n.e.                      | Stratowulkan andezytowo-bazaltowy o stromych zboczach; wulkan drzemiący. |
| 27.  |         | Barchatnaja sopka Бархатная сопка                         | Kopuły wulkaniczne | 52°49′23″N 158°16′12″E/52,823000 158,270000 | 870          | 3550 p.n.e.                      | Kompleks andezytowo-ryolitowych kopuł wulkanicznych wzdłuż rzeki Paratunka na północny zachód od Wulkanu Wiluczyński. |
| 28.  |         | bez nazwy                                                 | Wulkany tarczowe   | 52°55′12″N 158°03′00″E/52,920000 158,050000 | 450          | Nieznana                         | |
| 29.  |         | bez nazwy                                                 | Wulkany tarczowe   | 52°52′48″N 158°18′00″E/52,880000 158,300000 | 700          | Nieznana                         | |
| 30.  |         | Bolsze-Bannaja Больше-Банная                              | Kopuły wulkaniczne | 52°54′00″N 157°46′48″E/52,900000 157,780000 | 1200         | Nieznana                         | Pierścień kopuł wulkanicznych i stożków na północ od rzeki Bannaja, położony w ogromnej kalderze (17 × 32 km). |
| 31.  |         | Koriacka Sopka Корякская сопка                            | Stratowulkan       | 53°19′12″N 158°40′05″E/53,320000 158,668000 | 3456         | 2009                             | Jeden z wulkanów górujących nad największym miastem Kamczatki – Pietropawłowskiem. Zbudowany z andezytu i bazaltu. |
| 32.  |         | Awaczyńska Sopka Авачинская сопка                         | Stratowulkan       | 53°15′18″N 158°49′48″E/53,255000 158,830000 | 2741         | 2001                             | Jeden z najbardziej aktywnych wulkanów Kamczatki, wznosi się nad największym miastem Kamczatki – Pietropawłowskiem. |
| 33.  |         | Dziendzur Дзензур                                         | Wulkan złożony     | 53°38′13″N 158°59′31″E/53,637000 158,992000 | 2285         | Nieznana                         | Stratowulkan znacznie zniszczony przez erozję. |
| 34.  |         | Żupanowskaja Sopka Жупановская Сопка                      | Wulkan złożony     | 53°38′13″N 158°59′31″E/53,637000 158,992000 | 2958         | 2016                             | Masyw wulkaniczny złożony z czterech, nachodzących na siebie stratowulkanów. |
| 35.  |         | Wiejer Веер                                               | Stożki żużlowe     | 53°45′00″N 158°32′24″E/53,750000 158,540000 | 520          | 390                              | Stożki żużlowe wzdłuż rzeki Lewaja Awacza (ros. Левая Авача), ok. 60 km od Pietropawłowska. |
| 36.  |         | Kostakan Костакан                                         | Stożki żużlowe     | 53°49′48″N 158°03′00″E/53,830000 158,050000 | 1150         | 1350                             | Łańcuch bazaltowych stożków żużlowych nierozciągający się z północy na południe, na południe od wulkanu Bakiening. |
| 37.  |         | Bakiening Бакенинг                                        | Stratowulkan       | 53°54′18″N 158°04′12″E/53,905000 158,070000 | 2278         | 550 p.n.e.                       | Stratowulkan andezytowy położony na zachód od wschodniego łańcucha wulkanicznego, ok. 100 km na północny zachód Pietropawłowska. U jego podstawy na północy i północnym wschodzie znajduje się kilka kopuł, w tym najmłodsza Nowo Bakiening sprzed 10–9 tys. lat. |
| 38.  |         | Zawarickij Заварицкий                                     | Stożki żużlowe     | 53°54′18″N 158°23′06″E/53,905000 158,385000 | 1567         | 800 p.n.e.                       | Grupa sześciu stożków żużlowych wraz z kraterem na zachód od wschodniego łańcucha wulkanicznego, nad rzeką Lewa Awacza. Stożki powstały w wyniku erupcji ok. 2800 at temu. |
| 39.  |         | Akademia Nauk Академия Наук                               | Stratowulkany      | 53°58′48″N 159°27′00″E/53,980000 159,450000 | 1180         | 1996                             | Jeden z trzech wulkanów w kalderze Polowinka (15 km średnicy), w którego kalderze znajdują się dwa jeziora wulkaniczne: Akademia Nauk (3 × 5 km) i Karymskoje (5 × 4 km). |
| 40.  |         | Karymskaja Sopka Карымская Сопка                          | Stratowulkan       | 54°03′00″N 159°27′00″E/54,050000 159,450000 | 1536         | 2018                             | Symetryczny stratowulkan w kalderze sąsiadującej z kalderą Polowinka; najbardziej aktywny wulkan wschodniej Kamczatki. |
| 41.  |         | Malyj Sjemjaczyk Малый Семячик                            | Kaldera            | 54°07′48″N 159°40′12″E/54,130000 159,670000 | 1560         | 1952                             | Złożony stratowulkan z kaldera (10 km średnicy) położony w większej kalderze Stena-Soboliny ze środkowego plejstocenu. |
| 42.  |         | Bolszoj Sjemjaczyk Большой Семячик                        | Stratowulkany      | 54°19′12″N 160°01′12″E/54,320000 160,020000 | 1720         | 4450 p.n.e.                      | Grupa stratowulkanów w kalderze (10 km średnicy) w depresji (20 × 30 km) w pobliżu wybrzeża Oceanu Spokojnego we wschodniej Kamczatce. |
| 43.  |         | Taunszyc Тауншиц                                          | Stratowulkan       | 54°31′48″N 159°48′00″E/54,530000 159,800000 | 2352         | 550 p.n.e.                       | Andezytowy stratowulkan położony na zachód od kaldery Uzonu, powstały 39 tys. lat BP. |
| 44.  |         | Uzon Узон                                                 | Kaldery            | 54°30′00″N 159°58′12″E/54,500000 159,970000 | 1617         | 200                              | Bliźniacze kaldery Uzonu (9 × 12 km) i Giejziernaja to największy geotermiczny obszar Kamczatki (7 × 18 km). Kaldery wypełnia ignimbryt (20–25 km³) na przestrzeni 1700 km². W północno-wschodniej części kaldery Uzonu znajduje się maar. System geotermiczny jest rozbudowany, obejmuje liczne termalne źródła i kotły błotne oraz gejzery w Dolinie Gejzerów. W 1986 i 1989 roku odnotowano tu eksplozje geotermalne.                                                                 |
| 45.  |         | Kichpinycz Кихпиныч                                       | Stratowulkany      | 54°29′13″N 160°15′11″E/54,487000 160,253000 | 1552         | 1550 p.n.e.                      | Najmłodsze stratowulkany wschodniej strefy wulkanicznej na Kamczatce, których formacja rozpoczęła się 4800 lat temu. Występuje tu aktywność geotermiczna, m.in. dwa gejzery. |
| 46.  |         | Wulkan Kraszeninnikowa Вулкан Крашенинникова              | Kaldera            | 54°35′35″N 160°16′23″E/54,593000 160,273000 | 1856         | 2025                             | Wulkan złożony z dwóch nachodzących na siebie stratowulkanów w kalderze plejstoceńskiej (9 × 11 km). |
| 47.  |         | Kronocka Sopka Кроноцкая сопка                            | Stratowulkan       | 54°45′11″N 160°31′37″E/54,753000 160,527000 | 3528         | 1923                             | Symetryczny stratowulkan między Oceanem Spokojnym a Jeziorem Kronockim, jeden z najbardziej malowniczych wulkanów Kamczatki. |
| 48.  |         | Wulkan Schmidta Вулкан Шмидта                             | Wulkan tarczowy    | 54°55′12″N 160°37′48″E/54,920000 160,630000 | 2020         | Nieznana                         | Wulkan tarczowy na północ od Kronockiej Sopki i południowy zachód od wulkanu Gamczen. |
| 49.  |         | Gamczen Гамчен                                            | Wulkan złożony     | 54°58′23″N 160°42′07″E/54,973000 160,702000 | 2161         | 550 p.n.e.                       | Kompleks czterech stratowulkanów. |
| 50.  |         | Wulkan Komarowa Вулкан Комарова                           | Stratowulkan       | 55°01′55″N 160°43′12″E/55,032000 160,720000 | 2070         | 950                              | Struktura wulkaniczna w północnej części grzbietu Gamczen. Kaldera (2,5 × 4 km) z dwoma bliźniaczymi stożkami |
| 51.  |         | Wysokij Высокий                                           | Stratowulkan       | 55°04′12″N 160°43′12″E/55,070000 160,720000 | 2161         | 550 p.n.e.                       | Wulkan na północnym krańcu łańcucha niewielkich wulkanów na północny zachód od wulkanu Gamczen. |
| 52.  |         | Kizimien Кизимен                                          | Stratowulkan       | 55°07′48″N 160°19′12″E/55,130000 160,320000 | 2376         | 2013                             | Aktywny stratowulkan o prawidłowo stożkowatym kształcie, najwyższy punkt w pasmie Gór Wschodnich w południowej części Kamczatki. Powstał w wyniku trzech cykli wulkanicznych, który pierwszy datuje się na około 12 tys. lat temu. Morfologicznie zbliżony do budowy wulkanu Mount St. Helens przed jego wybuchem w 1980 roku. |
| 53.  |         | bez nazwy                                                 | Stożki żużlowe     | 55°55′12″N 161°45′00″E/55,920000 161,750000 |              | Nieznana                         | |
| 54.  |         | Tołbaczik Толбачик                                        | Wulkan tarczowy    | 55°49′48″N 160°19′48″E/55,830000 160,330000 | 3682         | 2013                             | Kompleks stratowulkanów znajdujących się w południowo-zachodniej części Kluczewskiej grupy wulkanów. W skład kompleksu wchodzi Płaski Tołbaczik oraz Ostry Tołbaczik. |
| 55.  |         | Udina Удина                                               | Stratowulkany      | 55°45′18″N 160°31′37″E/55,755000 160,527000 | 2923         | Nieznana                         | Masyw wulkaniczny z dwoma stożkami w południowej części Kluczewskiej grupy wulkanów – zachodni stożek to stratowulkan andezytowy Bolszaja Udina, stożek wschodni to stratowulkan bazaltowy Malaja Udina. |
| 56.  |         | Zimina Зимина                                             | Stratowulkany      | 55°51′43″N 160°36′11″E/55,862000 160,603000 | 3081         | Nieznana                         | Bliźniacze stratowulkany Ostraja Zimina i Owalnaja Zimina tworzą północny grzbiet kompleksu Udiny w południowo-wschodniej części Kluczewskiej grupy wulkanów. |
| 57.  |         | Wulkan Bezimienny Безымянный                              | Stratowulkan       | 55°58′41″N 160°35′13″E/55,978000 160,587000 | 2882         | 2021                             | Zbudowany z dacytu i andezytu. Przed erupcją w latach 1955–1956 uznawany za wygasły. Erupcja ta wytworzyła duży krater w kształcie podkowy, powstały w wyniku zawalenia się szczytu wskutek bocznego wybuchu. Od tej pory epizodyczna aktywność wybuchowa. |
| 58.  |         | Kamień Камень                                             | Stratowulkan       | 56°01′12″N 160°35′35″E/56,020000 160,593000 | 4585         | Nieznana                         | Leży między Wulkanem Bezimiennym i Kluczewską Sopką. Wulkan o stromych zboczach, zbudowany z bazaltu i andezytu. Drugi pod względem wysokości wulkan Kamczatki. Wschodnia strona zapadła się ok. 1200–1300 lat tam, powodując potężną lawinę kamienną, która zeszła przez ponad 30 km na południowy wschód. |
| 59.  |         | Kluczewska Sopka Ключевская сопка                         | Stratowulkan       | 56°03′25″N 160°38′17″E/56,057000 160,638000 | 4835         | 2021                             | Najwyższy i najbardziej aktywny wulkan Kamczatki. Wznosi się ponad siodło na północny wschód od wulkanu Kamień i leży na południowy wschód od szerokiego masywu wulkanu Uszkowskij. Zbudowany z bazaltu i andezytu, charakteryzuje się wysokim, symetrycznym stożkiem. Na przestrzeni ostatnich 3000 lat szacuje się, że doszło do ponad 100 erupcji bocznych. Erupcje szczytowe notuje się od końca XVII wieku.                                                                         |
| 60.  |         | Uszkowskij Ушковский                                      | Wulkan złożony     | 56°04′12″N 160°28′12″E/56,070000 160,470000 | 3943         | 1890                             | Zespół Uszkowskij leży na północno-zachodnim krańcu Kluczewskiej grupy wulkanów. Jest to wielki złożony masyw wulkaniczny, zbudowany z bazaltu i andezytu. Najwyższym szczytem jest Krestowskij, a na południowy wschód o niego leży Uszkowskij z kalderą (4,5 × 5,5 km) wypełnioną lodowcem. |
| 61.  |         | Szywiełucz Шивелуч                                        | Stratowulkan       | 56°39′11″N 161°21′36″E/56,653000 161,360000 | 3283         | 2021                             | Masyw wulkanu wznosi się na północny wschód od Kluczewskiej grupy wulkanów. Zbudowany z bazaltu i andezytu tworzy jedną z największych i najbardziej aktywnych struktur wulkanicznych na Kamczatce – co najmniej 60 dużych erupcji w holocenie. |
| 62.  |         | Wulkan Piipa Вулкан Пийпа                                 | Wulkan podwodny    | 55°25′12″N 167°19′48″E/55,420000 167,330000 | 300 m p.p.m. | 5050 p.n.e.                      | Zbudowany z dacytu i andezytu podwodny wulkan u wybrzeży Kamczatki, ok. 140–150 km od Roww Aleuckiego. Składa się z trzech stożków o stromych bokach, ułożonych na osi północ-południe. Ze stożk północnego uchodzą gazy. |
| 63.  |         | Hangar Хангар                                             | Stratowulkan       | 54°45′00″N 157°22′48″E/54,750000 157,380000 | 2000         | 1500                             | Najbardziej na południe wysunięty wulkan Gór Środkowych w zachodniej Kamczatce. Składa się z dwóch części: stratowulkanu z kalderą i dużej kopuły lawowej na wschodnim zboczu. Kalderę wypełnia jeizoro powstałe podczas wielkiej erupcji około 7000 lat temu. Zbudowany z bazaltu, dacytu, andezytu i riolitu. |
| 64.  |         | Czerpuk Черпук                                            | Stożki wulkaniczne | 55°33′00″N 157°28′12″E/55,550000 157,470000 | 1868         | 4550 p.n.e.                      | Dwa andezytowe stożki wulkaniczne, Siewiernyj Czerpuk i Jużnyj Czerpuk, na południowy zachód od Iczyńskiej Sopki, leżące wzdłuż pasma Gór Środkowych w zachodniej Kamczatce. |
| 65.  |         | Iczyńska Sopka Ичинская Сопка                             | Stratowulkan       | 55°40′48″N 157°43′48″E/55,680000 157,730000 | 3621         | 1740                             | Najwyższy szczyt pasma Gór Środkowych w zachodniej Kamczatce. Zbudowany z andezytu, z kalderą i dwoma kopułami lawy pokrytymi lodowcem. Aktywność fumarolowa odnotowana w kalderze i w dolnej części stoku północnego boku. |
| 66.  |         | Malyj Pajalpan Малый Паялпан                              | Wulkany tarczowe   | 55°49′12″N 157°58′48″E/55,820000 157,980000 | 1802         | Nieznana                         | Niewielki wulkan tarczowy zbudowany z bazaltu i andezytu na północny wschód od Iczyńskiej Sopki |
| 67.  |         | Bolszoj Pajalpan Большой Паялпан                          | Wulkany tarczowe   | 55°52′48″N 157°46′48″E/55,880000 157,780000 | 1906         | Nieznana                         | Zbudowany z bazaltu i andezytu wulkan tarczowy na północ od Iczyńskiej Sopki. |
| 68.  |         | Płoskij Плоский                                           | Wulkan tarczowy    | 55°12′00″N 158°28′12″E/55,200000 158,470000 | 1236         | Nieznana                         | Niewielki wulkan tarczowy zbudowany z bazaltu i andezytu na południowy wschód od Iczyńskiej Sopki. |
| 69.  |         | Achtang Ахтанг                                            | Wulkan tarczowy    | 55°25′48″N 158°39′00″E/55,430000 158,650000 | 1956         | Nieznana                         | Bazaltowo-andezytowy masyw wulkaniczny na południowy wschód od Iczyńskiej Sopki |
| 70.  |         | Kozyrewka Козыревка                                       | Wulkan tarczowy    | 55°34′48″N 158°22′48″E/55,580000 158,380000 | 2016         | Nieznana                         | Niewielki wulkan zbudowany z bazaltu i andezytu ok. 40 km na wschód od Iczyńskiej Sopki. |
| 71.  |         | Romanowka Романовка                                       | Wulkan tarczowy    | 55°39′00″N 158°48′00″E/55,650000 158,800000 | 1442         | Nieznana                         | |
| 72.  |         | Uksiczan Уксичан                                          | Wulkan tarczowy    | 56°04′48″N 158°22′48″E/56,080000 158,380000 | 1692         | Nieznana                         | Łagodnie opadający wulkan w Górach Środkowych – największy w paśmie. zbudowany z bazaltu i andezytu, z centralną kalderą o szerokości 12 km, w której znajduje się kilka kopuł z dacytu – największa wznosi się na 900 m. |
| 73.  |         | Bolszoj-Kiekuknajskij Большой-Кекукнайский                | Wulkany tarczowe   | 56°28′12″N 157°48′00″E/56,470000 157,800000 | 1401         | 5310 p.n.e.                      | Dwa, częściowo na siebie zachodzące bazaltowe wulkany tarczowe (Bolszoj i Kiekuknajskij) położone na północny zachód od wulkanu Uksiczan. |
| 74.  |         | Kułkiew Кулкев                                            | Wulkan tarczowy    | 56°22′12″N 158°22′12″E/56,370000 158,370000 | 915          | Nieznana                         | Niewielki wulkan tarczowy zbudowany z bazaltu i andezytu na południu Gór Środkowych w zachodniej Kamczatce, sąsiadujący z wulkanem Uksiczan. |
| 75.  |         | Geodezistow Геодезистов                                   | Wulkan tarczowy    | 56°19′48″N 158°40′12″E/56,330000 158,670000 | 1170         | Nieznana                         | Niewielki wulkan tarczowy zbudowany z bazaltu i andezytu na północny zachód od większego wulkanu Anaun na południu Gór Środkowych. |
| 76.  |         | Anaun Анаун                                               | Stratowulkan       | 56°19′12″N 158°49′48″E/56,320000 158,830000 | 1828         | Nieznana                         | Bazaltowy stratowulkan na północny zachód od większego wulkanu Uksiczan na południu Gór Środkowych. |
| 77.  |         | Krajnij Крайний                                           | Wulkan tarczowy    | 56°22′12″N 159°01′48″E/56,370000 159,030000 | 1554         | Nieznana                         | Niewielki wulkan tarczowy zbudowany z bazaltu i andezytu na północny wschód wulkanu Anaun na południu Gór Środkowych. |
| 78.  |         | Kekurnyj Кекурный                                         | Wulkany tarczowe   | 56°24′00″N 158°51′00″E/56,400000 158,850000 | 1377         | Nieznana                         | Najbardziej na północ wysunięty wulkan z pary zachodzących na siebie małych czwartorzędowych wulkanów bazaltowo-andezytowych na północ od wulkanu Anaun i na zachód od wulkan Krajnij na południu Gór Środkowych. |
| 79.  |         | Eggiełła Эггелла                                          | Wulkan tarczowy    | 56°34′12″N 158°31′12″E/56,570000 158,520000 | 1046         | Nieznana                         | Niewielki wulkan tarczowy zbudowany z bazaltu i andezytu na zachód od południowego pasma Gór Środkowych. |
| 80.  |         | bez nazwy                                                 | Wulkan tarczowy    | 56°49′12″N 158°57′00″E/56,820000 158,950000 | 1185         | Nieznana                         | |
| 81.  |         | Wierchowoj Верховой                                       | Wulkan tarczowy    | 56°31′12″N 159°31′48″E/56,520000 159,530000 | 1400         | Nieznana                         | Niewielki wulkan tarczowy zbudowany z bazaltu i andezytu w środkowych Górach Środkowych, sąsiaduje z wulkanem Alniej–Czaszakondża. |
| 82.  |         | Alniej–Czaszakondża Алней-Чашаконджа                      | Stratowulkan       | 56°42′00″N 159°39′00″E/56,700000 159,650000 | 2598         | 1600                             | Pokryty lodowcem zespół dwóch dużych stratowulkanów – Alniej na północy i Czaszakondża na południu – jest jednym z największych w paśmie Gór Środkowych. |
| 83.  |         | Czornyj Чёрный                                            | Stratowulkan       | 56°49′12″N 159°40′12″E/56,820000 159,670000 | 1778         | Nieznana                         | Niewielki bazaltowo-andezytowy stratowulkan na północ od ogromnego kompleksu Alniej–Czaszakondża w środkowych Górach Środkowych. |
| 84.  |         | Pogranicznyj Пограничный                                  | Wulkany tarczowe   | 56°51′00″N 159°48′00″E/56,850000 159,800000 | 1427         | Nieznana                         | Najwyższy i najbardziej na wschód wysunięty wulkantarczowy z grupy trzech niewielkich bazaltowo-andezytowych wulkanów w środkowym paśmie Gór Środkowych, ok. 20 km na północny wschód od ogromnego kompleksu Alniej–Czaszakondża. |
| 85.  |         | Zaoziornyj Заозёрный                                      | Wulkany tarczowe   | 56°52′48″N 159°57′00″E/56,880000 159,950000 | 1349         | Nieznana                         | Trzy niewielkie bazaltowo-andezytowe wulkany tarczowe na wschód od środkowego pasma Gór Środkowych, ok. 30 km na północny wschód od ogromnego kompleksu Alniej–Czaszakondża. |
| 86.  |         | Blizniec Близнец                                          | Stratowulkan       | 56°58′12″N 159°46′48″E/56,970000 159,780000 | 1244         | Nieznana                         | Trzy niewielkie bazaltowo-andezytowe wulkany tarczowe na wschód od środkowego pasma Gór Środkowych, ok. 30 km na północny wschód od ogromnego kompleksu Alniej–Czaszakondża. |
| 87.  |         | Kebieniej Кэбеней                                         | Wulkan tarczowy    | 57°06′00″N 159°55′48″E/57,100000 159,930000 | 1527         | Nieznana                         | Bazaltowo-andezytowy wulkan tarczowy w środkowym paśmie Gór Środkowych. |
| 88.  |         | Fiedotycz Федотыч                                         | Wulkan tarczowy    | 57°07′48″N 160°24′00″E/57,130000 160,400000 | 965          | Nieznana                         | Mały, bazaltowo-andezytowy wulkan tarczowy, ok. 20 km na wschód od środkowego pasma Gór Środkowych, na wschód od wulkanu Kebieniej. |
| 89.  |         | Szyszejka Шишейка                                         | Kopuła wulkaniczna | 57°09′00″N 161°04′48″E/57,150000 161,080000 | 379          | 2240 p.n.e.                      | Andezytowa kopuła wulkaniczna na zachód od środkowego pasma Gór Środkowych. |
| 90.  |         | Tierpuk Терпук                                            | Wulkan tarczowy    | 57°12′00″N 159°49′48″E/57,200000 159,830000 | 765          | 800 p.n.e.                       | Mały, bazaltowy wulkan tarczowy na zachód od Gór Środkowych, na południe od wulkanu Leutongiej i na północny zachód od wulkanu Kebieniej. |
| 91.  |         | Siedankinskij Седанкинский                                | Wulkan tarczowy    | 57°16′12″N 160°04′48″E/57,270000 160,080000 | 1241         | 7050 p.n.e.                      | |
| 92.  |         | Leutongiej Леутонгей                                      | Wulkan tarczowy    | 57°18′00″N 159°49′48″E/57,300000 159,830000 | 1333         | Nieznana                         | Bazaltowy wulkan tarczowy ok. 20 km na zachód od środkowego pasma Gór Środkowych. |
| 93.  |         | Tuzowskij Тузовский                                       | Wulkany tarczowe   | 57°19′12″N 159°58′12″E/57,320000 159,970000 | 1533         | Nieznana                         | Trzy niewielkie, zachodzące na siebie bazaltowo-andezytowe wulkany tarczowe na północny wschód od wulkanu Leutongiej, na zachód od środkowego pasma Gór Środkowych. |
| 94.  |         | Gornyj Institut Горный Институт                           | Stratowulkan       | 57°19′48″N 160°12′00″E/57,330000 160,200000 | 2125         | 1250                             | Stratowulkan na północno-wschodnim krańcu łańcucha niewielkich wulkanów rozciągających się na północny wschód od wulkanu Kebieniej w środkowym paśmie Gór Środkowych. |
| 95.  |         | Kinienin Киненин                                          | Maar               | 57°21′00″N 160°58′12″E/57,350000 160,970000 | 583          | 850                              | Maar w kształcie lejka u wschodnich zboczy Gór Środkowych, ok. 80 km na północny zachód od wulkanu Szywiełucz. Częściowo wypełniony przez jezioro. |
| 96.  |         | Blizniecy Близнецы                                        | Stożek lawowy      | 57°21′00″N 161°22′12″E/57,350000 161,370000 | 265          | 1060 p.n.e.                      | Stożki lawowe na wschód od Gór Środkowych. |
| 97.  |         | Titila Титила                                             | Wulkany tarczowe   | 57°24′00″N 160°06′00″E/57,400000 160,100000 | 1559         | 550 p.n.e.                       | Mały bazaltowy wulkan tarczowy na zachód od środkowego pasma Gór Środkowych. Na zachodzie zachodzi na inny mały wulkan tarczowy Raccoszyna. |
| 98.  |         | Mieżdusopocznyj Междусопочный                             | Wulkan tarczowy    | 57°28′12″N 160°15′00″E/57,470000 160,250000 | 1641         | Nieznana                         | Bazaltowy wulkan tarczowy na północny wschód od grupy małych wulkanów tarczowych leżących na zachód od Gór Środkowych. |
| 91.  |         | Szyszel Шишель                                            | Wulkan tarczowy    | 57°27′00″N 160°22′12″E/57,450000 160,370000 | 2525         | Nieznana                         | Przykryty lodowcem bazaltowy wulkan tarczowy w środkowej części Gór Środkowych,. |
| 100. |         | Jelowskij Еловский                                        | Wulkany tarczowe   | 57°33′00″N 160°31′48″E/57,550000 160,530000 | 1381         | 7550 p.n.e.                      | Grupa nachodzących na siebie małych wulkanów bazaltowych na wschód od Gór Środkowych, na północny wschód od wulkanu Szyszel i na południowy wschód od wulkanu Alngej. Największym jest wulkan tarczowy Jelowskij. |
| 101. |         | Alngiej Алнгей                                            | Stratowulkan       | 57°42′00″N 160°24′00″E/57,700000 160,400000 | 1853         | Nieznana                         | Bazaltowo-andezytowy stratowulkan na wschód od dużego plejstoceńskiego wulkanu tarczowego Tekletunup i na zachód od północnego pasma Gór Środkowych. |
| 102. |         | Uka Ука                                                   | Wulkan tarczowy    | 57°42′00″N 160°34′48″E/57,700000 160,580000 | 1643         | Nieznana                         | Bazaltowy wulkan tarczowy w pobliżu wschodniego krańca dużego wzniesienia wzdłuż północnego pasma Gór Środkowych, naprzeciwko wulkanu Alngej. |
| 103. |         | Kajlenej Кайленэй                                         | Wulkan tarczowy    | 57°48′00″N 160°40′12″E/57,800000 160,670000 | 1582         | Nieznana                         | Bazaltowy wulkan tarczowy w pobliżu wschodniego krańca dużego wzniesienia wzdłuż północnego pasma Gór Środkowych, na północny wschód od wulkanu Uka. |
| 104. |         | Płoskij Плоский                                           | Wulkan tarczowy    | 57°49′48″N 160°15′00″E/57,830000 160,250000 | 1255         | Nieznana                         | Bazaltowy wulkan tarczowy ok. 20 km na zachód od Gór Środkowych, na północ od dużego plejstoceńskiego wulkanu Tekletunup. |
| 105. |         | Biełyj Белый                                              | Wulkany tarczowe   | 57°52′48″N 160°31′48″E/57,880000 160,530000 | 2080         | Nieznana                         | Bazaltowy wulkan tarczowy w północnym paśmie Gór Środkowych przykryty niewielkim stratowulkanem. |
| 106. |         | Wulkan Atłasowa Вулкан Атласова Нилгуменкин               | Wulkany tarczowe   | 57°58′12″N 160°39′00″E/57,970000 160,650000 | 1764         | 3550 p.n.e.                      | Bazaltowy wulkan tarczowy w północnym paśmie Gór Środkowych. |
| 107. |         | Snieżnyj Снежный                                          | Wulkan tarczowy    | 58°01′12″N 160°48′00″E/58,020000 160,800000 | 2169         | Nieznana                         | Bazaltowy wulkan tarczowy w pobliżu wschodniego krańca dużego wzniesienia wzdłuż północnego pasma Gór Środkowych. |
| 108. |         | Iktunup Иктунуп                                           | Wulkany tarczowe   | 58°04′48″N 160°46′12″E/58,080000 160,770000 | 2300         | Nieznana                         | Bazaltowo-andezytowy wulkan tarczowy 5 km na zachód od niższego wulkanu Tunupiljanum. |
| 109. |         | Spokojnyj Спокойный                                       | Stratowulkan       | 58°07′48″N 160°49′12″E/58,130000 160,820000 | 2171         | 3450 p.n.e.                      | Dacytowo-rialitowy stratowulkan na południe od wulkanu Ostraja i północny wschód od wulkanu Iktunup w północnym paśmie Gór Środkowych. |
| 110. |         | Ostraja Острая                                            | Stratowulkan       | 58°10′48″N 160°49′12″E/58,180000 160,820000 | 2552         | 2050 p.n.e.                      | Bazaltowo-andezytowy stratowulkan – jeden z najwyższych szczytów północnego pasma Gór Środkowych. |
| 111. |         | Sniegowoj Снеговой                                        | Wulkan tarczowy    | 58°12′00″N 160°58′12″E/58,200000 160,970000 | 2169         | Nieznana                         | Przykryty lodowcem bazaltowo-andezytowy stratowulkan ok. 10 km na północny wschód od wulkanu Ostraja, w pobliżu północno-wschodniego krańca Gór Środkowych. |
| 112. |         | Siewiernyj Северный                                       | Wulkan tarczowy    | 58°16′48″N 160°52′12″E/58,280000 160,870000 | 1936         | 1550 p.n.e.                      | Bazaltowo-andezytowy stratowulkan na północno-zachodnim krańcu dużego wzniesienia biegnącego wzdłuż północnych Gór Środkowych. |
| 113. |         | Iettunup Иэттунуп                                         | Wulkany tarczowe   | 58°24′00″N 161°04′48″E/58,400000 161,080000 | 1340         | Nieznana                         | |
| 114. |         | Wojampolskij Воямпольский                                 | Wulkany tarczowe   | 58°22′12″N 160°37′12″E/58,370000 160,620000 | 1225         | Nieznana                         | Bazaltowo-andezytowy wulkan tarczowy na północny zachód od Gór Środkowych. |